# Óriás-rozsdafarkú
Az óriás-rozsdafarkú vagy hegyi rozsdafarkú (Phoenicurus erythrogastrus vagy Phoenicurus erythrogaster) a madarak osztályának a verébalakúak (Passeriformes) rendjéhez és a  légykapófélék (Muscicapidae) családjához tartozó faj.

## Rendszerezése
A fajt Johann Anton Güldenstädt német ornitológus írta le 1775-ben, a Motacilla nembe Motacilla erythrogastra néven.

## Alfajai
- Phoenicurus erythrogastrus erythrogaster (Guldenstadt, 1775)
- Phoenicurus erythrogastrus grandis (Gould, 1850)[2]

## Előfordulása
Afganisztán, Azerbajdzsán, Bhután, Kína, Grúzia, India, Irán, Kazahsztán, Mongólia, Nepál, Pakisztán, Oroszország, Örményország, Szaúd-Arábia, Tádzsikisztán, Türkmenisztán és Üzbegisztán területén honos. Természetes élőhelyei a mérsékelt övi füves puszták és cserjések, sziklás közegben. Vonuló faj.

## Megjelenése
Testhossza 18 centiméter, testtömege 21–29 gramm. A nemek tollazata különböző.
|  |  |

## Életmódja
Rovarokkal és pókokkal táplálkozik, de bogyókat is fogyaszt.

## Természetvédelmi helyzete
Az elterjedési területe rendkívül nagy, egyedszáma pedig stabil. A Természetvédelmi Világszövetség Vörös listáján nem fenyegetett fajként szerepel.